# Macarena Ripamonti
Macarena Carolina Ripamonti Serrano (nascida no dia 11 de julho de 1991) é uma política chilena. Ela é a presidente de Viña del Mar.

## Posições políticas
Ela endossou Gabriel Boric nas eleições presidenciais chilenas de 2021.